# 玛西娅庄园

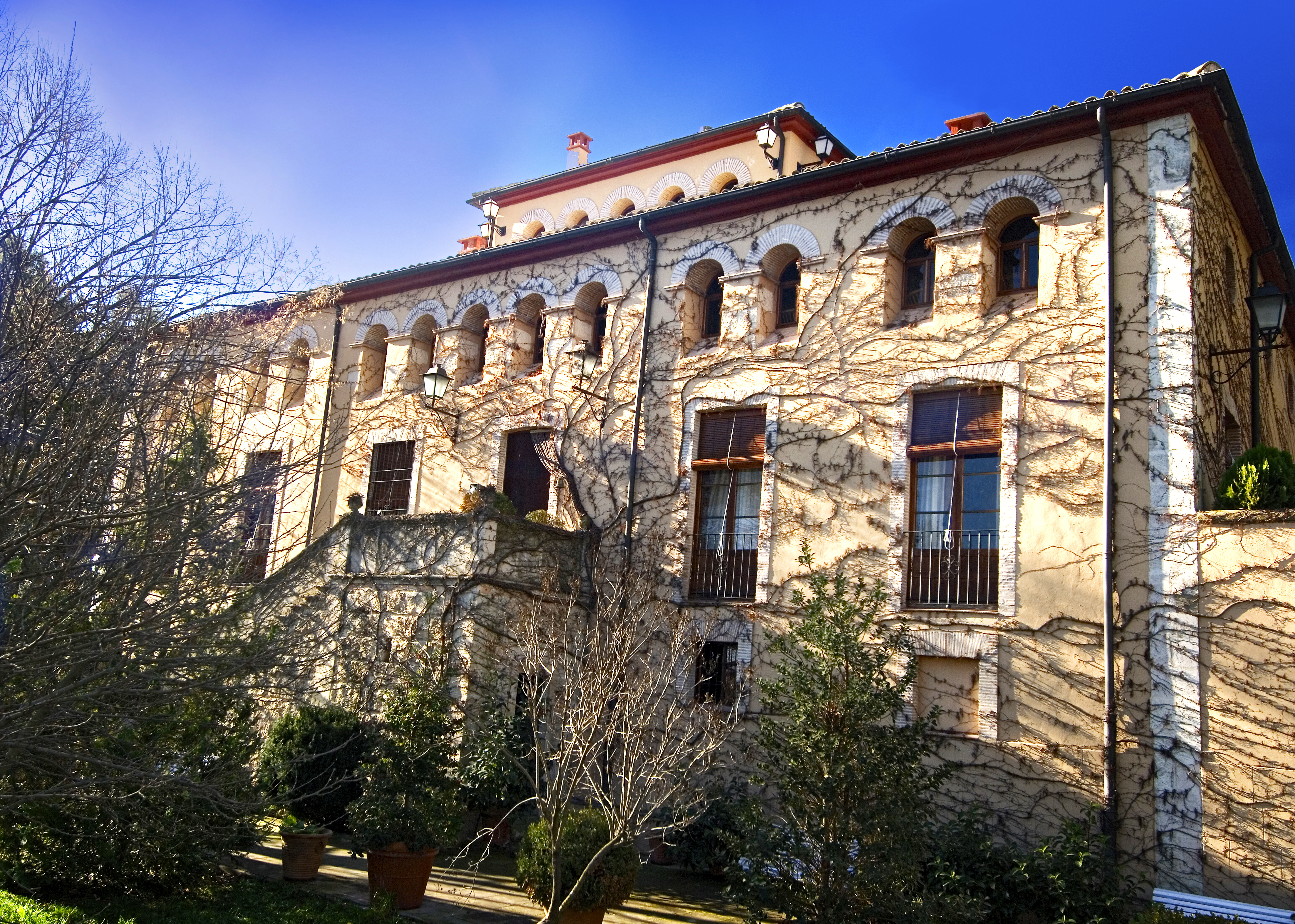
庄园正面立面

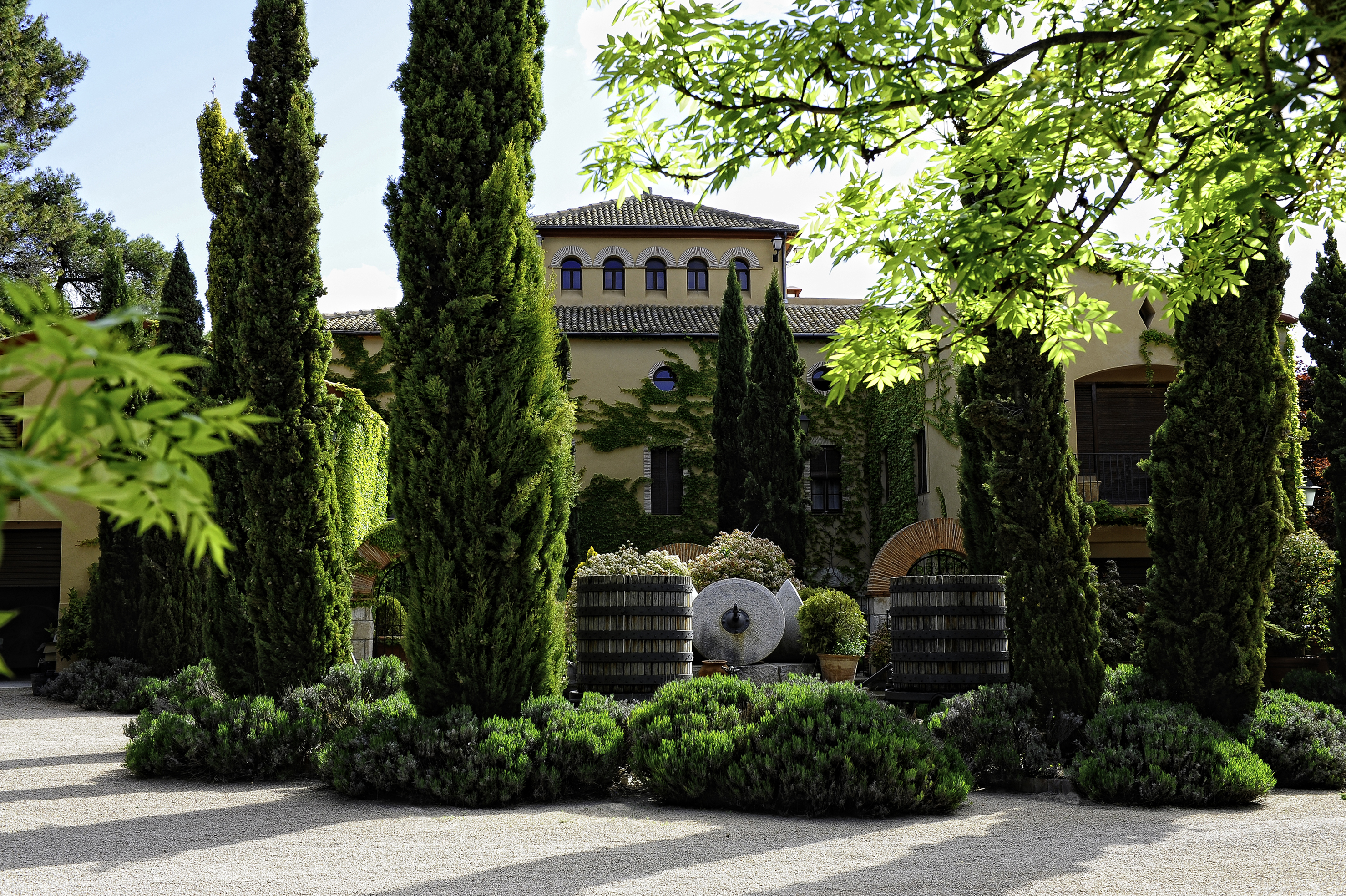
玛西娅庄园庭院（白色的石质工具是传统的橄榄油压榨工具）

玛西娅庄园（Masía el Altet）是位于西班牙巴伦西亚自治区阿利坎特省阿尔科伊市的一个私人庄园。庄园是佩蒂特(Petit)家族的私有财产。它的历史可以追溯到17世纪，如今它的的主体建筑被巴伦西亚地方议会以“特别保护建筑”的名义被收录在当地的遗产名录中。在几个世纪中，一代一代的家族成员出于对田园生活的热爱，一点点地扩大着庄园所在地的橄榄树面积一直到现在的70公顷。
现在的庄园主人是何塞.佩蒂特，他主要的职业是经济学家和商业顾问。在继承了家族百年来的传统橄榄种植方法后，并在汲取现代农业科技的优势基础上，将橄榄树重新进行科学培育和养护并且逐渐增加产量，并由最初的家庭内部消费向高端公共消费市场转移，获得巨大成功。
起初，庄园生产的特级初榨橄榄油被出口到意大利，可是意大利当地商人却将它重新灌装并使用自己的品牌再出口到第三国从而赚取巨额利润。这严重侵犯的玛西娅庄园的利益，和何塞.佩蒂特的感情。最终他决定重新设计产品的包装，并且只为高端市场提供庄园的产品。久而久之，在欧洲，美洲以及日本市场，玛西娅庄园的橄榄油声誉斐然，但由于产量有限，致使价格相对昂贵（即使是在欧美国家，也只能中产和相对富裕家庭的餐桌，从而逐渐变成了一种身份的象征）。

## 橄榄树
庄园拥有的橄榄树可以达到70公顷。一共有14500可不同种类的橄榄树，每两棵树的株距可以达到7米的，这样每一棵树都有足够的空间进行光合作用，不会因为种植密度高而造成产量和质量的下降。庄园位于海拔800米的山上，距离地中海直线距离大约30公里。和巴伦西亚自治区的橄榄树产区相比，此地日夜温差大，冬天寒冷，夏天凉爽。由于气候变化明显，所以这个地方的橄榄果生长较为饱满。
庄园中种植的橄榄树种类较为丰富，比如耳熟能详的阿尔贝基纳,皮夸尔, 白叶， 还有几个特有种类比如，Genovesa, Alfafarenca, Blanqueta 和 Changlot Real。

## 周围环境
玛西娅庄园处在狭长的山谷之中，群山环抱，四周的植被主要是松树，落羽杉，刺柏，梣树,冬青树，等等。
庄园处在两个国家公园之间，一个是红泉国家公园（Parque natural del Carrascal de la Fuente Roja），另一个是马里奥拉山自然公园（Parque natural de la Sierra de Mariola），四周风景优美，一眼望去郁郁葱葱。著名的植物学家和历史学家安东尼奥·何塞·卡瓦尼列在他1797年出版的《关于巴伦西亚王国的自然，地理，农业历史的观察》中就多次提到这里。

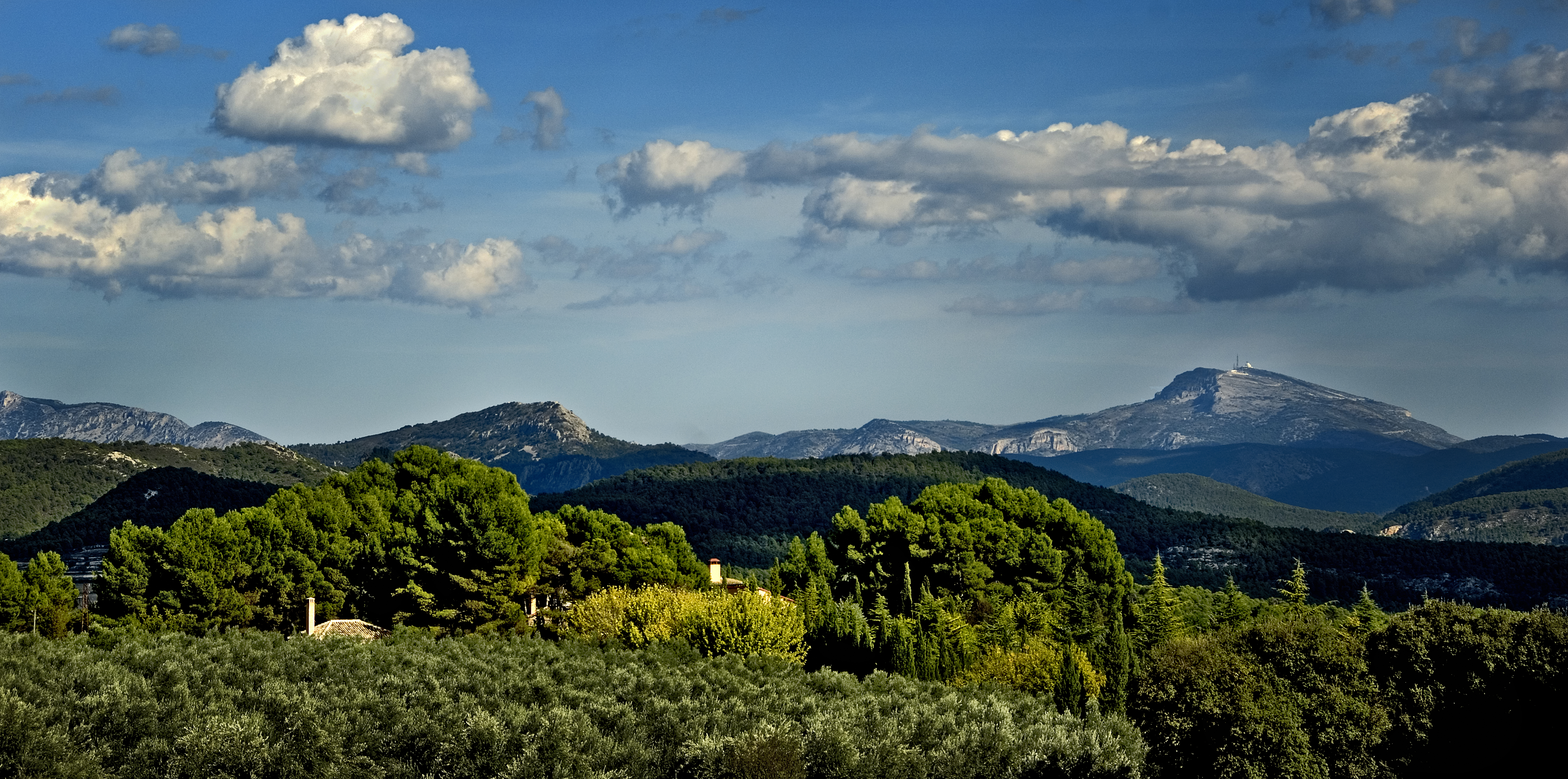
玛西娅庄园四周鸟瞰

马里奥拉山自然公园的动植物资源非常丰富，拥有超过1200种植物被登记在册，各种香草和药用植物分布其中。其中在庄园内部，也分布着大量的野生香草，比如迷迭香，藥用鼠尾草，牛至，一年四季芬芳四溢。

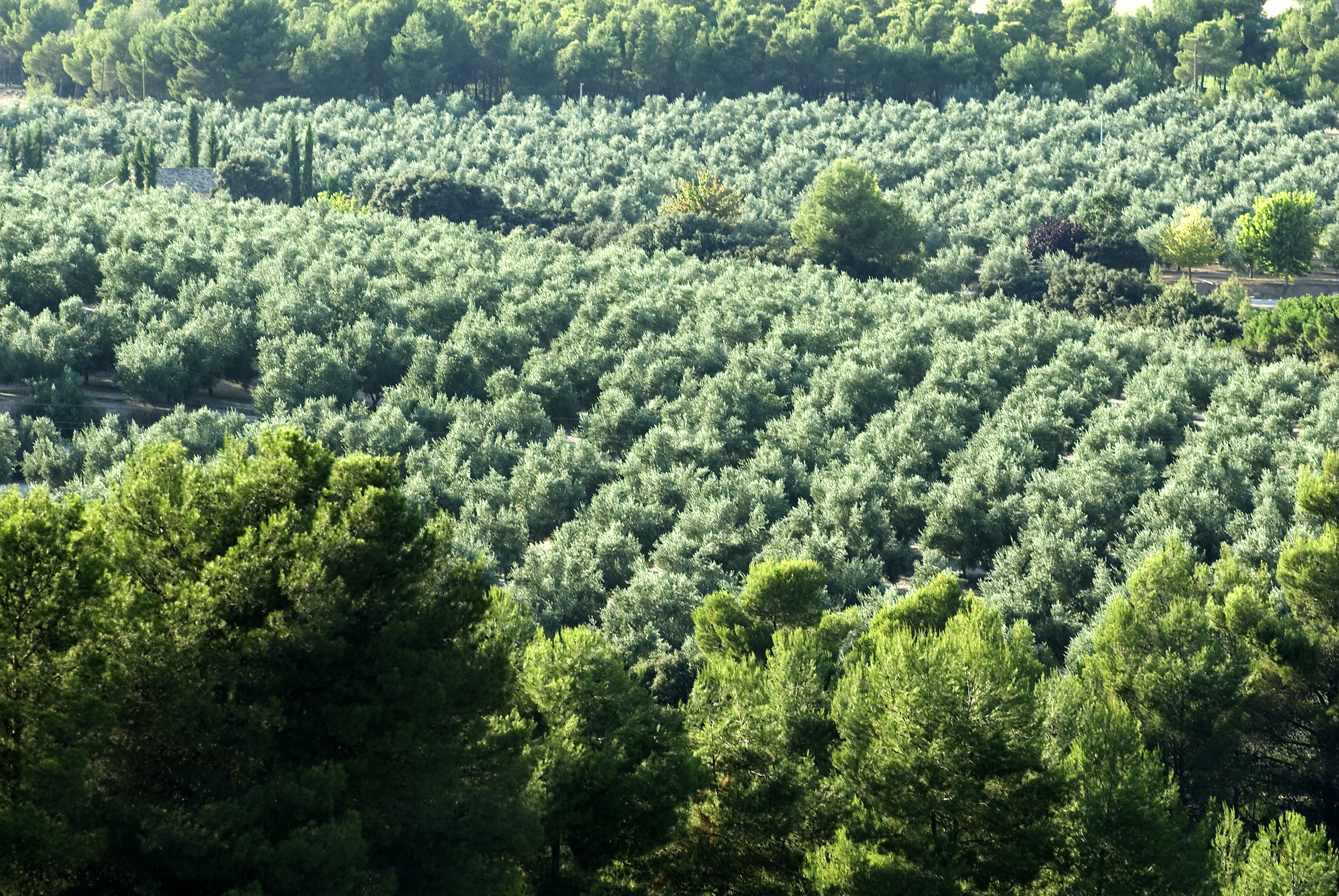
鸟瞰橄榄园

## 采摘季节
橄榄油的采摘要等到橄榄果成熟,经验丰富的采摘工人就可以从它的尺寸和颜色中轻松的分辨出成熟的程度"Pre envero". 用震荡机将它们从树枝上震下来，掉在预先在地上铺好的收集毯上，再由拖拉机统一收集。通常橄榄果的采摘是在十一月份左右。玛西娅庄园橄榄油的采摘季是在十一月中旬和十二月初之间，在十天内时间必须完成，否侧寒流就会达到。每年采摘一次。之后运到工厂压榨，贮存，直到最后装瓶。

## 压榨过程
玛西娅庄园出产的特级初榨橄榄油在压榨的全程被严格的卫生监控，所出产的橄榄果在低温下要经过两个主要的步骤。一个是甄别挑选的阶段，在此过程中将采摘过程中的生长不饱满和被破坏的橄榄果与好的橄榄果分离，这个过程耗时较长。反倒是生产的时间相对要短，甄别后的橄榄果在低温环境下被一次性物理压榨成橄榄油。这就是众所周知的低温冷榨的“特级初榨橄榄油”了。
实际上橄榄果的出油率还不到12.5%。 在完成榨取的阶段后，橄榄油就要被贮存起来，通常的容器是用不锈钢材质制成，因为橄榄油尽量保存在避光和密封的环境中避免氧化。

## 玛西娅庄园特级初榨橄榄油产品线
玛西娅庄园特级初榨橄榄油“精致”系列， 由60%的皮夸尔橄榄果，20%的阿尔贝基纳，20%的几种阿利坎特地区特有橄榄果比如Genovesa, Alfafarenca y Blanqueta，混合冷榨而成。
玛西娅庄园特级初榨橄榄油“卓越”系列，由30%的皮夸尔橄榄果，30%的皇家常洛特（Changlot Real）y 40% 的Genovesa, Alfafarenca y Blanqueta，混合冷榨而成。
玛西娅庄园特级初榨橄榄油“精选”系列，由100%的 皇家常洛特橄榄果（Changlot Real）压榨而成,这种橄榄果是阿利坎特地区特有的产品。
玛西娅庄园特级初榨橄榄油“尚品”系列，由100%的皮夸尔橄榄果（Picual）冷榨而成。

## 授予奖项
自从玛西娅庄园橄榄油2005被投放市场后，先后获得100多项荣誉，
- 2008：国际食用油理事会金奖。
- 2009: 美国洛杉矶 “国际橄榄油竞赛”金牌。
- 2010: 意大利 “国际橄榄油协会竞赛.芬芳系列”一等奖。
- 2011: 巴伦西亚自治区“最佳食品奖”。
- 2012: 2011/2012年度最佳食品奖。
- 2013: 美国纽约 “国际橄榄油竞赛”一等奖.